# Conolophus
Conolophus là một chi thằn lằn gồm có 3 loài trong họ Kỳ nhông.

## Hình ảnh

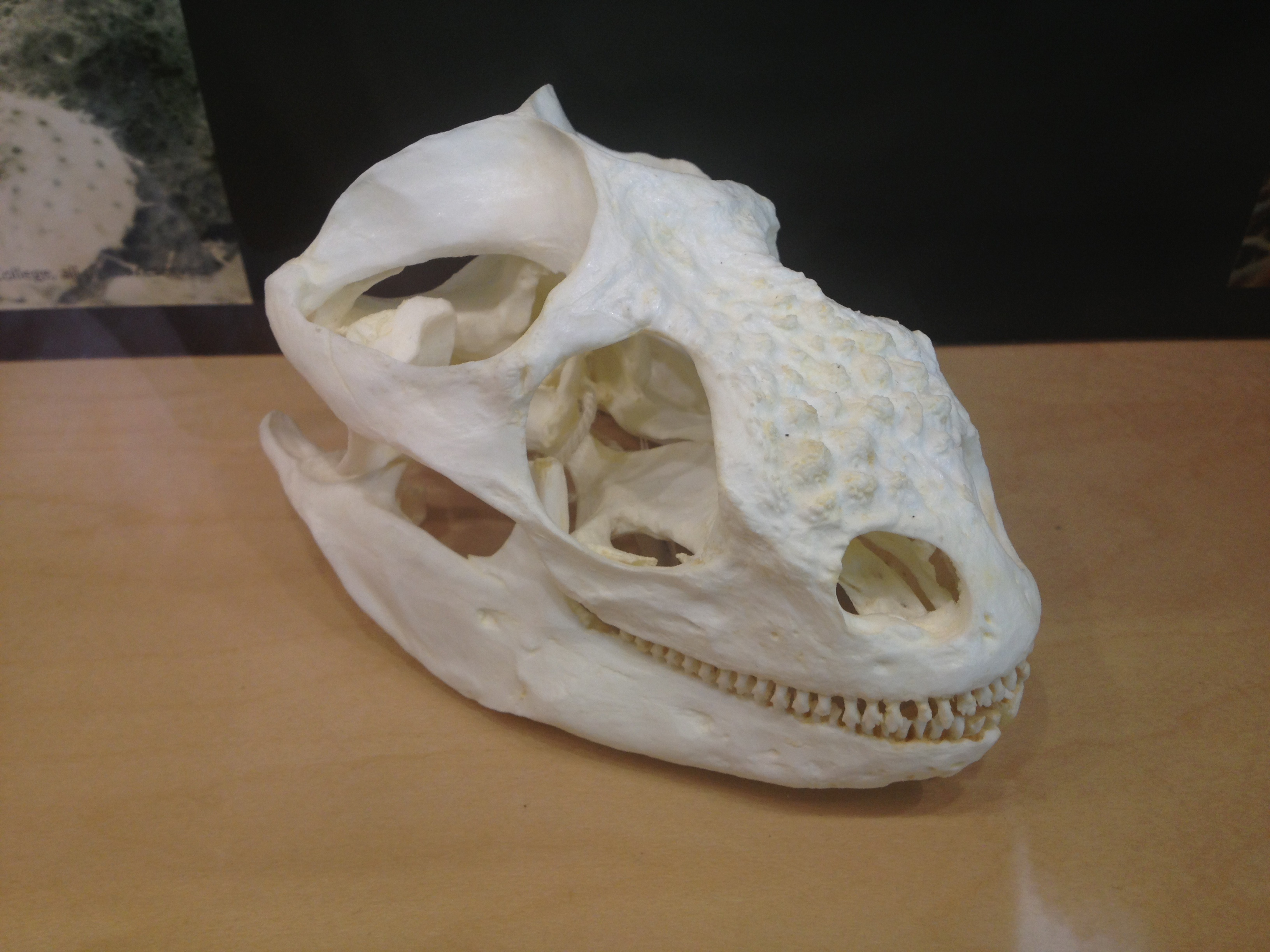

## Các loài
- Conolophus pallidus
- Conolophus subcristatus
- Conolophus marthae[1]